# Warning Glacier
Der Warning Glacier (englisch für Warnender Gletscher) ist ein Gletscher an der Pennell-Küste des ostantarktischen Viktorialands. Auf der Westseite der Adare-Halbinsel mündet er steil in die Robertson Bay, die er 6 km nördlich des Nameless Glacier erreicht.
Teilnehmer der britischen Southern-Cross-Expedition (1898–1900) unter der Leitung des norwegischen Polarforschers Carsten Egeberg Borchgrevink kartierten ihn. Borchgrevink benannte ihn so, weil Starkwinde aus Süden im Basislager der Expedition am Kap Adare immer angekündigt wurden durch Schneeverwirbelungen von diesem Gletscher in die Robertson Bay.